# Lengyel Endre (geológus)
Lengyel Endre (Szamosújvár, 1893. május 8. – Budapest, 1981. március 16.) geológus, főiskolai és nyilvános rendkívüli egyetemi tanár (1940), a föld- és ásványtani tudományok kandidátusa (1956).

## Életpályája
1918-tól tanársegéd volt. 1921-ben a Kolozsvári Tudományegyetemen előbb tanári diplomát szerzett, majd 1922-ben geológia főtárgyból doktorált. Az első világháborúból hadirokkantként jött vissza. 1924-től a Szegedi Tudományegyetemen adjunktus, 1928-tól magántanár volt. 1930-ban a cataniai egyetemen – meghívott előadóként – a harmadidőszaki magyar és olasz vulkanizmus párhuzamosításáról tartott előadást. 1939-től a Budapesti Tanítóképző Főiskola tanára volt. 1940-től egyetemi nyilvános rendkívüli tanár lett. A Földtani Intézet állományába 1949-ben került, ahol 1959-ig tudományos főmunkatársként, majd még hat évig a Bányászati Kutató Intézetnél dolgozott. 1949–1952 között a Műszaki és Gazdaságtudományi Akadémián oktatott. 1959-ben nyugdíjba vonult. A Magyarhoni Földtani Társulatnak több évig főtitkára, 1978-ban tiszteletbeli tagja lett.

### Munkássága
Olaszországban a recens vulkanizmust tanulmányozta. Ásványtannal és kőzettannal foglalkozott. Kutatómunkája az ország csaknem valamennyi vulkáni területére kiterjedt, legbehatóbban a Tokaji-hegységet, a Börzsönyt és a Dunazug-hegységet tanulmányozta. A vulkanitok zárványainak kimutatásával értékes adatokat szolgáltatott a medencealjzat kőzettani kifejlődéséhez. Úttörő munkát végzett az alföldi homokok ásványtani összetételének elemzésével, és régészeti értékű cseréptárgyak kőzettani vizsgálatával. Tudományos közleményeinek száma meghaladja a százat.

## Művei
- Alföldi homokfajták ásványos összetétele (Földtani Közlöny, 1931)
- A Dunazug-hegység andezitterületének felépítése (A Földtani Intézet Évi Jelentése az 1951. évről, Budapest, 1953)
- A Szarvaskő környéki titán-vanádium-vasérckutatás újabb eredményei (A Földtani Intézet Évkönyve, 1957. 2. f.)

## Díjai
- MFT-emlékgyűrű (1973)[3]